# Confédération européenne de baseball
Pour les articles homonymes, voir CEB.
La Confédération européenne de baseball (CEB) est l'ancienne fédération continentale gérant le baseball en Europe reconnue par la Confédération internationale de baseball et softball (WBSC). Son siège se situait à Lausanne, en Suisse.

## Historique

### Un demi-siècle d'histoire
La CEB est fondée en 1953 par la France, la Belgique, l'Allemagne, l'Italie et l'Espagne. Elle est membre de la Fédération internationale de baseball (IBAF), puis de la Confédération internationale de baseball et softball qui la remplace en 2013.
La CEB a organisé les coupes d'Europe de clubs depuis 1963, ainsi que les championnats d'Europe entre équipes nationales depuis 1954. Elle a organisé aussi depuis 1975 les compétitions européennes pour les catégories de jeunes.
La CEB fusionne en 2018 avec l'European Softball Fédération pour devenir la WBSC Europe, unique entité gérant le baseball et le softball en Europe à partir de 2021.
Le baseball en Europe se pratique par plus de 150 000 sportifs dans plus de 40 pays. Pendant les Trente Glorieuses, le baseball a connu un intérêt croissant sur le continent et s'est développé pour atteindre un pic de popularité dans les années 80. 

### Présidents
Voici la liste des présidents :
- 1953—1970 :  Prince Steno Borghese
- 1971—1984 :  Bruno Beneck
- 1985—1986 :  Guus van der Heyden
- 1987—2004 :  Aldo Notari
- 2005—2012 :  Martin Miller
- 2012—2013 :  Petr Ditrich (par intérim)
- 2013—2017 :  Jan Esselman
- 2017-2021 :  Didier Seminet

## Nations membres
La CEB a compté les membres suivants:
| Nations     | Dates d'entrées | Fédérations | Équipes nationales   | Championnats              | Coupes              |
| ----------- | --------------- | ----------- | -------------------- | ------------------------- | ------------------- |
| Allemagne   | 1953            | DVB         | Masculine • Féminine | 1.Bundesliga              | Coupe               |
| Autriche    | 1993            | ABF         | Masculine • Féminine | Austrian Baseball League  | Coupe               |
| Belgique    | 1953            | KBBSF/FRBBS | Masculine • Féminine | Championnat               | Coupe               |
| Biélorussie | 1994            | BBSA        | Masculine • Féminine | Interleague Championship  | Coupe               |
| Bulgarie    | 1992            | BBF         | Masculine • Féminine | Championnat               | Coupe               |
| Chypre      | 1999            | CABF        | Masculine • Féminine | Championnat               | Coupe               |
| Croatie     | 1992            | HBS         | Masculine • Féminine | Championnat               | Coupe               |
| Danemark    | 1979            | DBaF        | Masculine • Féminine | Championnat               | Danish Baseball Cup |
| Espagne     | 1953            | RFEBS       | Masculine • Féminine | Division de Honor         | Coupe               |
| Estonie     | 1992            | EBSF        | Masculine • Féminine | Championnat               | Coupe               |
| Finlande    | 1981            | SBSL        | Masculine • Féminine | SM-League                 | Coupe               |
| France      | 1953            | FFBS        | Masculine • Féminine | Division 1                | Challenge de France |
| Géorgie     | 1992            | BFSG        | Masculine • Féminine | Championnat               | Coupe               |
| Grèce       | 1999            | HϕOM        | Masculine • Féminine | Championnat               | Coupe               |
| Hongrie     | 1993            | MOBBSZ      | Masculine • Féminine | NB1                       | Coupe               |
| Irlande     | 1994            | BI          | Masculine • Féminine | Irish Baseball League     | Coupe               |
| Islande     | 2009            | IBSA        | Masculine • Féminine | Championnat               | Coupe               |
| Israël      | 1995            | IAB         | Masculine • Féminine | Premier League            | Coupe               |
| Italie      | 1953            | FIBS        | Masculine • Féminine | IBL                       | Coppa Italia        |
| Lettonie    | 2009            | LBF         | Masculine • Féminine | Interleague               | Coupe               |
| Lituanie    | 1992            | LBA         | Masculine • Féminine | Lyga                      | Lietuvos Taurė      |
| Malte       | 1983            | MABS        | Masculine • Féminine | Championnat               | Coupe               |
| Moldavie    | 1993            | FSNBS       | Masculine • Féminine | Moldavian Baseball League | Coupe               |
| Norvège     | 1993            | NSBF        | Masculine • Féminine | Championnat               | Coupe               |
| Pays-Bas    | 1956            | KNBSB       | Masculine • Féminine | Hoofdklasse               | Coupe               |
| Pologne     | 1990            | PZBall      | Masculine • Féminine | Championnat               | Coupe               |
| Portugal    | 1994            | FTBS        | Masculine • Féminine | Championnat               | Coupe               |
| Tchéquie    | 1993            | CBA         | Masculine • Féminine | Extraliga                 | Coupe               |
| Roumanie    | 1991            | FRBS        | Masculine • Féminine | C.N.                      | Cupa Romaniei       |
| Royaume-Uni | 1960            | BBF         | Masculine • Féminine | National Baseball League  | Coupe               |
| Russie      | 1992            | Fédération  | Masculine • Féminine | Championnat               | Coupe               |
| Saint-Marin | 1992            | FSBS        | Masculine • Féminine | IBL                       | Coppa Italia        |
| Serbie      | 1996            | BS          | Masculine • Féminine | 1.Liga                    | Kup Srbije          |
| Slovaquie   | 1993            | FBS         | Masculine • Féminine | Championnat               | Coupe               |
| Slovénie    | 1992            | ZBSS        | Masculine • Féminine | Championnat               | Coupe               |
| Suède       | 1957            | SBSF        | Masculine • Féminine | Elitserie                 | Coupe               |
| Suisse      | 1982            | FSBS        | Masculine • Féminine | Ligue Nationale A         | Coupe de Suisse     |
| Turquie     | 2001            | TBSF        | Masculine • Féminine | Championnat               | Coupe               |
| Ukraine     | 1992            | BSU         | Masculine • Féminine | Championnat               | Coupe               |

## Principales compétitions
Le championnat d'Europe de baseball est décliné en cinq catégories: senior, -21 ans, 18 ans et moins, 15 ans et moins et 12 ans et moins. 
L'Italie et les Pays-Bas dominent largement le palmarès européen et détiennent 31 des 33 titres décernés (21 pour les Pays-Bas, 10 pour l'Italie). La Belgique et l'Espagne ont remporté chacune un titre, la victoire la plus récente remontant à 1968.
Pour les clubs, une refonte a été effectuée ces dernières années. Les champions nationaux se rencontrent en Coupe d'Europe (dite A ou des champions), divisée en une phase de poule puis une finale à quatre. Les vainqueurs de coupe et/ou 2e des championnats se retrouvent en European Cup Qualifier, une compétition à quatre poules autrefois nommée Coupe d'Europe de la CEB.
En fin d'année, les vainqueurs des European Qualifier jouent une participation en Coupe d'Europe face aux moins bonnes équipes de la Coupe d'Europe.
À l'instar des compétitions nationales, ces épreuves de clubs sont largement dominées par les italiens et hollandais, les clubs espagnols étant les seuls autres à avoir remporté la Coupe mais pas depuis 1968. Seul Brno, Rouen et Heidenheim se sont hissés sur le podium de la Coupe d'Europe lors des dix dernières années.
| Compétition                                        | Lieu                | Vainqueur                |
| -------------------------------------------------- | ------------------- | ------------------------ |
| Championnat d'Europe senior                        | Ratisbonne, Brno    | Pays-Bas                 |
| Championnat d'Europe des moins de 21 ans           | Třebíč              | Rép. tchèque             |
| Championnat d'Europe 15 ans et moins               | Paderborn           | Pays-Bas                 |
| Championnat d'Europe 12 ans et moins               | Ljubljana           | Russie                   |
| Qualification Championnat d'Europe 15 ans et moins | Bratislava          | Modèle:POL baseball      |
| Qualification Championnat d'Europe 18 ans et moins | Varaždin            | Croatie                  |
|                                                    |                     |                          |
| Coupe d'Europe                                     | Rimini, Saint-Marin | T&A San Marino           |
| Qualifications Coupe d'Europe                      | Anvers              | Brasschaat Braves        |
| Qualifications Coupe d'Europe                      | Brest               | Brest Zubrs              |
| Qualifications Coupe d'Europe                      | Athènes             | Olympic Sports School 42 |
| Qualifications Coupe d'Europe                      | Stockholm           | North Stars Moscow       |
| Play-off European Cup                              | Brest               | Olympic Sports School 42 |
| Play-off European Cup                              | Prague              | KNTU Elizavetgrad        |

## Classement mondial
Les Pays-Bas sont en tête des nations européennes au 5e rang mondial. 
| Rang CEB | Rang IBAF | Équipe       | Points |
| -------- | --------- | ------------ | ------ |
| 1        | 5         | Pays-Bas     | 433.50 |
| 2        | 11        | Italie       | 196.18 |
| 3        | 16        | Espagne      | 105.52 |
| 4        | 17        | Allemagne    | 078.90 |
| 5        | 20        | Rép. tchèque | 068.93 |
| 6        | 22        | Israël       | 055.47 |
| 7        | 25        | Royaume-Uni  | 050.56 |
| 8        | 27        | France       | 046.75 |
| 9        | 32        | Russie       | 024.85 |
| 10       | 36        | Belgique     | 018.00 |

| Rang CEB | Rang IBAF | Équipe   | Points |
| -------- | --------- | -------- | ------ |
| 11       | 39        | Autriche | 012.28 |
| 12       | 40        | Slovénie | 012.25 |
| 13       | 42        | Grèce    | 011.13 |
| 14       | 43        | Croatie  | 010.25 |
| 15       | 45        | Ukraine  | 09.69  |
| 16       | 47        | Roumanie | 08.92  |
| 17       | 53        | Suède    | 07.13  |
| 18       | 54        | Hongrie  | 06.35  |
| 19       | 55        | Irlande  | 06.24  |
| 20       | 56        | Bulgarie | 06.04  |

| Rang CEB | Rang IBAF | Équipe      | Points |
| -------- | --------- | ----------- | ------ |
| 21       | 57        | Lituanie    | 06.01  |
| 22       | 59        | Suisse      | 04.92  |
| 23       | 60        | Slovaquie   | 04.63  |
| 24       | 61        | Pologne     | 04.58  |
| 25       | 62        | Biélorussie | 04.15  |
| 26       | 64        | Finlande    | 03.52  |
| 27       | 65        | Lettonie    | 02.45  |
| 28       | 68        | Géorgie     | 01.03  |
| =29      | =70       | Norvège     | 00.25  |
| =29      | =70       | Serbie      | 00.25  |